# Fabbrica Automobili Itala
Fabbrica Automobili Itala stellte Automobile unter dem Markennamen Itala her. Es war in den ersten Jahrzehnten des 20. Jahrhunderts eine der renommiertesten Produktionsfirmen, deren Wagen für ihre Robustheit und Sportlichkeit gepriesen wurden.

## Geschichte

### Vorkriegszeit
Die Firma wurde 1904 von Matteo Ceirano in Turin gegründet und spezialisierte sich von Anfang an auf Wagen der Mittel- und Oberklasse mit sportlichem Charakter. Bereits im Gründungsjahr nahmen Itala-Wagen an diversen Rennen teil und gewannen erste Preise. Weltruhm erlangte die Firma, als im Jahre 1907 Prinz Scipione Borghese und sein Fahrer Ettore Guizzardi die anspruchsvolle Wettfahrt von Peking nach Paris auf einem weißen Itala 35/45 HP gewann. Das Auto ist heute im Turiner Museo Nazionale dell’Automobile ausgestellt. Fast alle europäischen Herrscherhäuser jener Zeit besaßen einen Itala. Im Jahr 1907 stellte Itala etwa 200 Automobile her, 1909 waren es ca. 180, ca. 350 Stück 1910 und im Jahr 1911 ca. 720 Stück.
Unter dem Eindruck des Knight-Schiebermotors entwickelte man bei Itala eigene ventillose Motoren und bot damit ausgestattete Fahrzeuge unter der Typenbezeichnung „Avalve“ von 1912 bis 1922 neben Fahrzeugen mit konventionellem Motor an.

### Flugmotoren und LKW
Bereits vor dem Ersten Weltkrieg befasste sich Itala mit der Entwicklung von Flugmotoren. So wird in der Literatur für 1913 ein 5,8-Liter-Vierzylinder-Flugmotor, wassergekühlt mit paarweise gegossenen Zylindern, Bohrung × Hub 115 × 140 mm erwähnt, der 50–55 PS bei 1500/min leistete und 180 kg wog. Allerdings wird kein Flugzeugtyp genannt, in den dieser Motor eingebaut wurde. Folgerichtig erhielt nach Ausbruch des Ersten Weltkrieges Itala 1915 (neben dem Bau von LKW) den Auftrag zur Lizenzfertigung von 3000 Hispano-Suiza-Flugmotoren des Typs Hispano-Suiza 8 mit jeweils 200 PS Leistung. Die hierzu erforderliche Umrüstung der Fabrik zog sich jedoch über zwei Jahre hin, weil einerseits Fachkräfte zum Militär eingezogen waren, andererseits Maschinen nicht geliefert wurden und wohl auch das Management überfordert war. Als man Ende 1917 mit der Produktion beginnen konnte, verlangte die Armee Lieferung von 300-PS-Motoren des Typs Hispano-Suiza 8F. Als die ersten Motoren dieses Typs erfolgreich ihre Probeläufe absolviert hatten, war der Erste Weltkrieg zu Ende und die Motoren wurden nicht mehr benötigt. Weil die Fertigung nie richtig angelaufen war, erstattete der italienische Staat der Firma Itala lediglich einen Betrag von 50 % des Auftragsvolumens. Dieser Betrag reichte nicht aus, um die Kosten des Rückbaus der Fertigungsanlagen abzudecken. Zusätzlich kam es infolge der Nachkriegsdepression zu Streiks, weshalb bei Itala beispielsweise 1920 nur die Hälfte des Jahres in der Fabrik gearbeitet wurde.
Neben Personenwagen baute Itala von etwa 1910 bis 1920, vor allem aber während des Ersten Weltkrieges, auch leichte bis mittlere Lastkraftwagen. Im Rahmen der Kriegsvorbereitungen bestellte die italienische Regierung bei Itala Anfang des Jahres 1915 insgesamt 120 leichte LKW des Tipo V, die alle bis Ende Mai 1915 ausgeliefert wurden. Besonders erwähnenswert ist der schwere Tipo X, der als Selbstfahrlafette für die Cannone da 75/27 modello 06 diente: Das Geschütz war auf der Ladefläche aufgebaut, hatte einen Schwenkbereich von 360° und diente zur Flugabwehr. Die italienische Armee beschaffte 72 Stück, die als Ausstattung von 16 Flugabwehr-Batterien verwendet wurden. Als besonders kleiner und für schmale Gebirgsstraßen geeigneter LKW erschien Ende 1917 der Tipo 17 „Alpino“, auch „Muletto“ genannt. Am 1. Oktober 1918 hatte die italienische Armee 427 Stück des Tipo 17 „Alpino“ und 623 sonstige Itala-LKW im Bestand.

### Nach dem Ersten Weltkrieg
In der Zeit nach dem Ersten Weltkrieg ging es wieder aufwärts, es sind folgende Stückzahlen an produzierten Automobilen überliefert: 607 Stück 1921, 444 Stück 1922. 1923 entstanden ca. 1100 Stück, dies stellt den Höhepunkt der Firma dar. Weiterhin beteiligte sich Itala an Rennen, gab jedoch die Fertigung von Wagen der Oberklasse auf. Nach 1923 ging es bergab: 1924 wurden nur noch 559 Autos gebaut, und die Firma kam unter die Kontrolle des Istituto Finanziario Italiano di Liquidazioni, gleichwohl sanken in den Folgejahren die Produktionszahlen weiter. Im Jahr 1929 entwickelte Itala den Prototyp eines schwimmfähigen Panzerspähwagens – den Itala Autoblinda Anfibio.
1929 wurde Itala an den Lastwagenfabrikanten Officine Metallurgiche di Tortona verkauft. Danach wurden bis 1934 noch vereinzelte Fahrzeuge hergestellt, bis der Betrieb endgültig schloss und die Reste von Fiat gekauft wurden.
Der Niedergang Italas ist vor allem auf die veränderte Marktsituation nach dem Ersten Weltkrieg zurückzuführen: Der Krieg und die anschließende Inflation hatten dem Wohlstand in Europa zunächst ein Ende bereitet. Hiervon waren insbesondere die besitzenden Schichten betroffen, die als Käufer von Automobilen in Frage kamen. Gleichzeitig konnten Automobile aus den USA infolge der Massenproduktion zu erheblich geringeren Preisen hergestellt werden als handwerklich in Europa hergestellte. Die europäischen Staaten versuchten, ihre heimische Automobilindustrie durch hohe Zölle vor Billigimporten aus den USA zu schützen. Damit brach aber für Italien, das vor dem Ersten Weltkrieg einen großen Teil seiner Autos exportiert hatte, der europäische Exportmarkt weg. Innerhalb Italiens boten außer Itala noch Fiat, Lancia, Alfa Romeo, Ansaldo, Bianchi, Ceirano, Diatto und OM vergleichbare Autos in der gehobenen Mittelklasse an. Außerhalb Europas gab es nur in den USA, Kanada und Australien genügend Menschen mit hinreichender Kaufkraft, die Weltwirtschaftskrise ließ auch diese Märkte ausscheiden. Vor diesem Hintergrund ist das Sterben etlicher italienischer Automarken in den späten 1920er Jahren zu sehen.

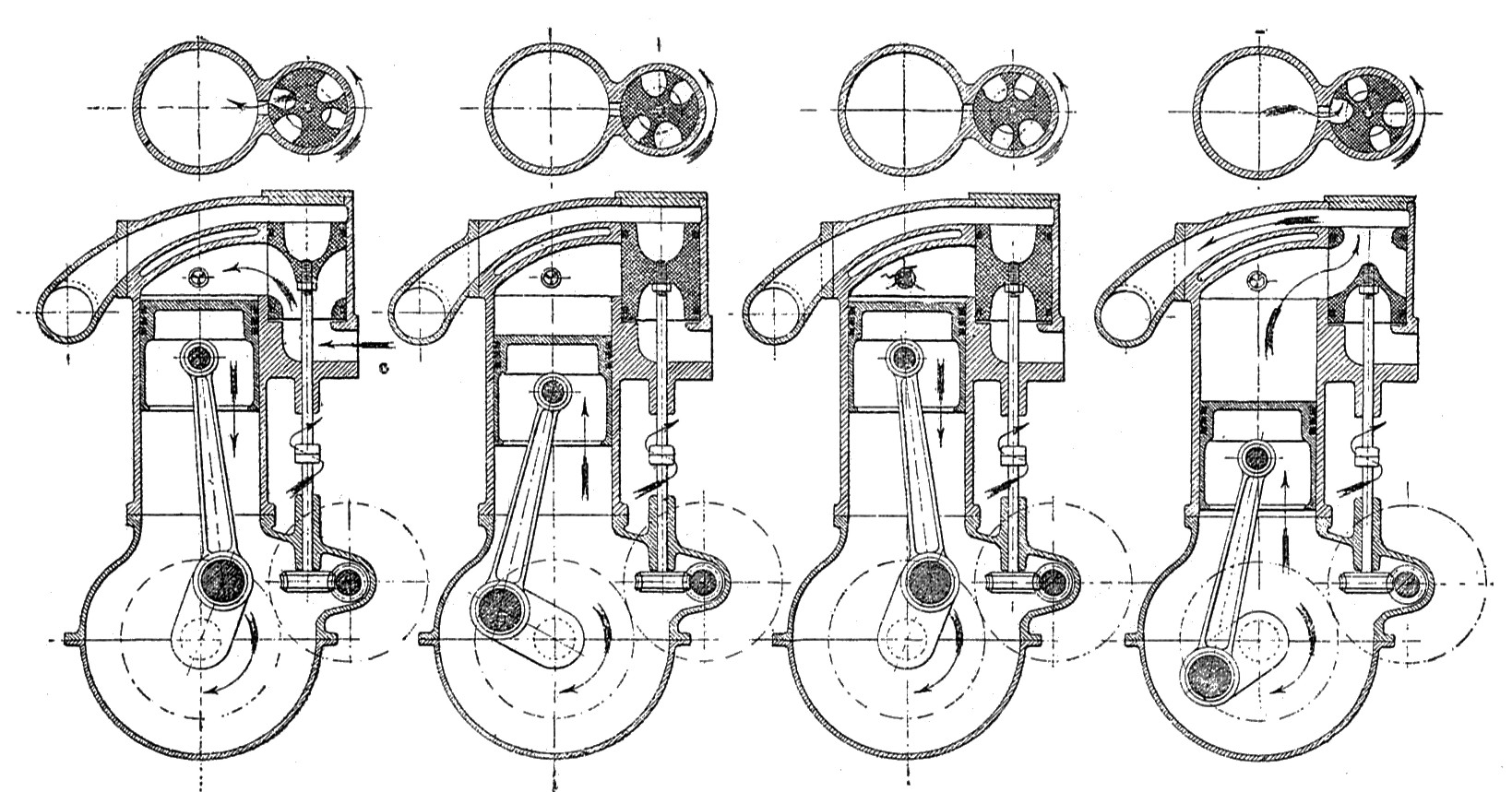
Itala Schiebersteuerung
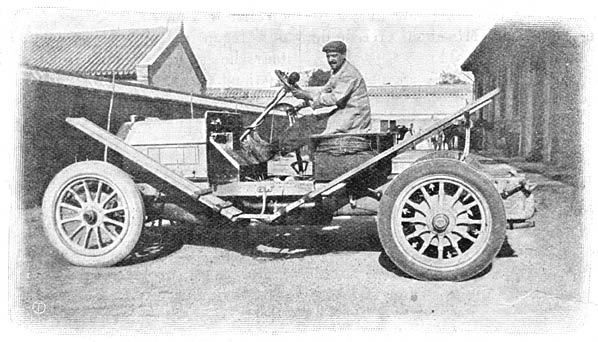
Ettore Guizzardi mit Itala 35/45 HP vor dem Start der Rallye Peking–Paris
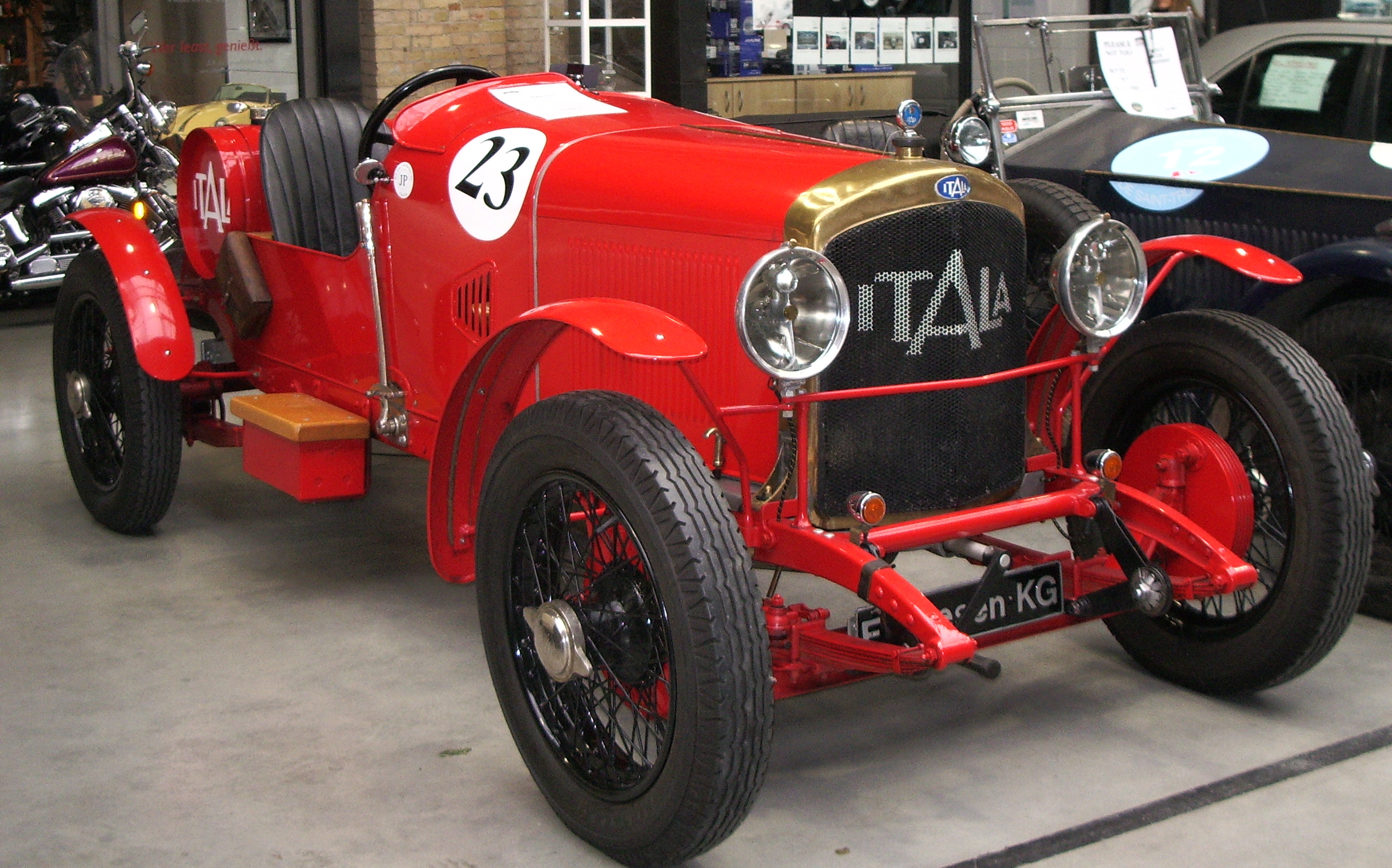
Itala 51 SS

## Technik
Die Motoren waren immer wassergekühlte Reihenmotoren. Alle PKW-Modelle hatten ein Getriebe mit vier Vorwärtsgängen und Rückwärtsgang. Die Kraftübertragung auf die Hinterachse erfolgte von Anfang an über eine Kardanwelle, Kettenantrieb gab es bei Itala nicht. Das Fahrgestell bestand immer aus Längsträgern aus Stahlblech. Ab dem Modell 61 hatten die Fahrzeuge Vierradbremsen, bis dahin waren die Vorderräder ohne Bremsen.

## PKW-Typen
Die Firma Itala baute von 1904 bis 1934 die nachfolgenden PKW-Typen:
| Typ          | Bauzeit       | Zyl. | Bohrung × Hub (mm) | Hubraum (cm³) | Leistung (PS) | Spurweite (mm) | Radstand (mm)     | Vmax (km/h) |
| ------------ | ------------- | ---- | ------------------ | ------------- | ------------- | -------------- | ----------------- | ----------- |
| 24 HP        | 1904–06       | 4    | 110 × 120          | 4562          | 35            | 1400           | 2900/3080         | .           |
| 18 HP        | 1904–06       | 4    | .                  | -             | 18            | 1400           | 2900              | 90          |
| 50 HP        | 1905–06       | 4    | .                  | .             | 50            | 1400           | 2900              | .           |
| 14/20 HP     | 1907–08       | 4    | 85 × 115           | 2610          | 20            | .              | .                 | .           |
| 35/45 HP     | 1907–11       | 4    | 130 × 140          | 7433          | 45            | 1420           | 3105/3305         | 80–90       |
| 60 HP        | 1907–12       | 6    | 130 × 140          | 11150         | 60            | 1420           | 3100/3300         | 100         |
| 20/30 HP     | 1908–10       | 4    | 115 × 130          | 5401          | 30            | 1410           | 3055–3255         | 80          |
| 50/65 HP     | 1908          | 4    | 150 × 150          | 10603         | 65            | 1420           | 3150/3350         | 105–115     |
| 75 HP        | 1908–10       | 6    | 140 × 140          | 12931         | 75            | 1420           | 3250/3500         | 105–115     |
| 16/20 HP     | 1909–10       | 4    | 90 × 110           | 2799          | 20            | 1360           | 2780              | 60–68       |
| 50/65 HP     | 1909–10       | 4    | 140 × 150          | 9236          | 65            | 1420           | 3150/3350         | 105–115     |
| 12/16 HP     | 1910          | 4    | 75 × 110           | 1944          | 16            | 1350           | 2800              | 60          |
| 14/18 HP     | 1911–12       | 4    | 77 × 120           | 2235          | 18            | 1350           | 2800              | 60–65       |
| 18/24 HP     | 1911–12       | 4    | 90 × 130           | 3308          | 24            | 1360           | 2980–3197         | 65–75       |
| 25/35 HP     | 1911–15       | 4    | 115 × 130          | 5401          | 35            | 1410           | 3075–3275         | 72–83       |
| 50/65 HP     | 1911          | 4    | 140 × 150          | 9236          | 65            | 1420           | 3150/3350         | 105–115     |
| 50/70 HP     | 1911          | 4    | 127 × 160          | 8107          | 65            | 1420           | 3210/3410         | 115–125     |
| 75 HP        | 1911–15       | 6    | 140 × 140          | 12931         | 72            | 1420           | 3398/3598         | 105–115     |
| 35/45 HP     | 1912–15       | 4    | 130 × 140          | 7433          | 45            | 1420           | 3115/3315         | 87–94       |
| 50/65 HP     | 1912–15       | 4    | 140 × 150          | 9236          | 65            | 1420           | 3185/3385         | 105–115     |
| 60/70 HP     | 1912–15       | 4    | 127 × 160          | 8107          | 65            | 1420           | 3210/3410         | 115–125     |
| 25 HP Avalve | 1912–13       | 4    | 90 × 130           | 3308          | 26            | 1410           | 3066/3216         | 75–85       |
| 35 HP Avalve | 1912–16, 1919 | 4    | 105 × 150          | 5195          | 35            | 1410           | 3102/3302         | 85–95       |
| 60 HP        | 1913–15       | 6    | 130 × 140          | 11150         | 60            | 1420           | 3398/3598         | 100–107     |
| 14/20 HP     | 1913–16       | 4    | 77 × 120           | 2235          | 20            | 1350           | 2800, ab 16: 2870 | 60–65       |
| 18/30 HP     | 1913–15       | 4    | 90 × 130           | 3308          | 30            | 1360           | 3025–3290         | 65–75       |
| 50 HP Avalve | 1913–16       | 4    | 130 × 160          | 8495          | über 70       | 1410           | 3355/3555         | über 130    |
| 25 HP Avalve | 1912–16, 1919 | 4    | 90 × 150           | 3817          | 26            | 1410           | 3066–3316         | 75–85       |
| 85 HP Avalve | 1915–16       | 4    | 125 × 170          | 8345          | 85            | 1400           | 3650              | .           |
| 39           | 1916–17       | 4    | 80 × 130           | 2614          | .             | .              | 2400/2650         | .           |
| 50           | 1919–26       | 4    | 83 × 130           | 2814          | 30            | 1410           | 3185              | 80–85       |
| 51 Sport     | 1920–26       | 4    | 83 × 130           | 2814          | 50            | 1410           | 3105, ab 25: 3135 | 100–105     |
| 55 Avalve    | 1921–22       | 6    | 85 × 130           | 4426          | 55            | 1410           | 3650              | -           |
| 54 Taxi      | 1922–24       | 4    | 72 × 120           | 1954          | 30–35         | 1350           | 2855              | 80          |
| 56           | 1923–25       | 4    | 72 × 120           | 1954          | 30–35         | 1350           | 2855              | 80          |
| 56 Sport     | 1924–25       | 4    | 72 × 120           | 1954          | .             | 1350           | 2850              | 100         |
| 60           | 1924          | 6    | 60 × 100           | 1697          | .             | .              | .                 | 80          |
| 61           | 1926–29       | 6    | 65 × 100           | 1991          | 55            | 1400           | 3000/3200         | 105         |
| 61 Sport     | 1927–28       | 6    | 65 × 100           | 1991          | 65            | 1400           | 3000              | 125         |
| 65 Sport     | 1928–32       | 6    | 65 × 100           | 1991          | 70            | 1325           | 2800              | 130         |
| 61 A         | 1930–32       | 6    | 65 × 100           | 1991          | 55            | 1400           | 3000/3200         | 105         |
| 65 S Compr.  | 1931–32       | 6    | 65 × 100           | 1991          | .             | 1325           | 2800              | über 140    |
| 75 F         | 1932–34       | 6    | 70 × 100           | 2309          | 65            | 1406           | 3200              | 110         |
| 75 V         | 1932–34       | 6    | 70 × 100           | 2309          | 70            | 1406           | 3200              | 120         |

## Rennwagen
Mit den obigen Typen wurden auch Rennen gefahren. Außerdem wurden folgende Rennwagen gebaut:

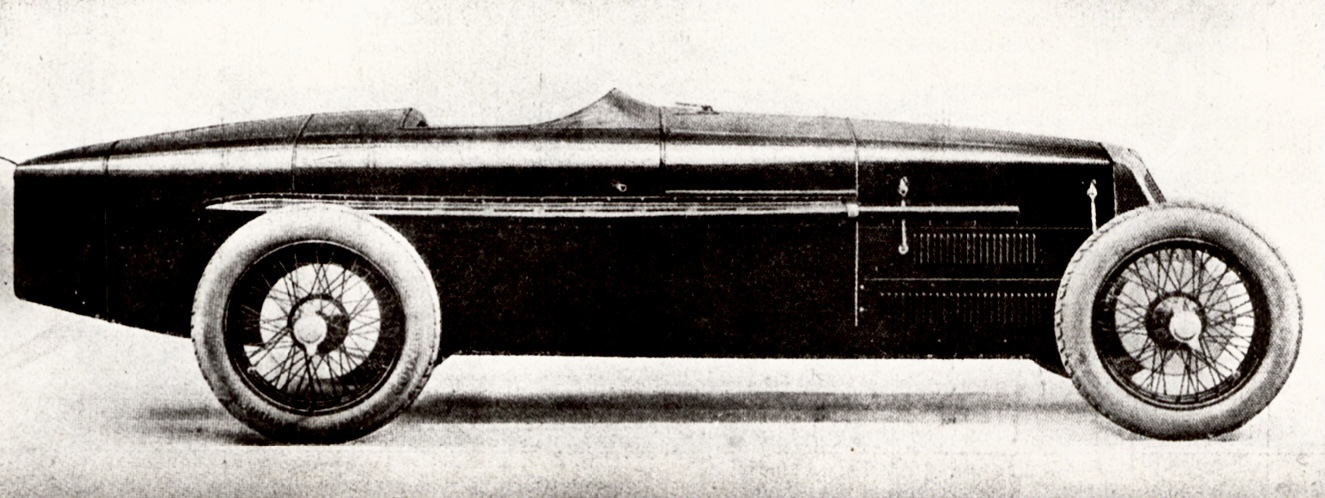
Itala Tipo 11

| Typ               | Bauzeit | Zyl. | Bohrung × Hub (mm) | Hubraum (cm³) | Leistung (PS) | Spurweite (mm) | Radstand (mm) | Vmax (km/h) |
| ----------------- | ------- | ---- | ------------------ | ------------- | ------------- | -------------- | ------------- | ----------- |
| 80 HP Kaiserpreis | 1907    | 4    | 145 × 120          | 7922          | 80            | .              | .             | .           |
| 100 HP            | 1905    | 4    | 180 × 145          | 14789         | 100           | 1360           | 2800          | 160–170     |
| 110 HP            | 1906    | 4    | 185 × 155          | 16666         | 110           | 1400           | 2950          | 170         |
| 120 HP            | 1907    | 4    | 175 × 150          | 14432         | 120           | 1608           | 3200          | 170         |
| 100 HP            | 1908    | 4    | 155 × 160          | 12076         | 100           | 1520           | 3023          | über 170    |
| 120 HP            | 1909    | 4    | 155 × 160          | 12076         | 120           | 1420           | 3325/3525     | 125–155     |
| Avalve            | 1913    | 4    | 125 × 170          | 8345          | 100–120       | .              | .             | über 150    |
| Tipo 11           | 1925    | 12   | 45 × 55            | 1050          | 60            | 1240           | 2500          | 150         |
| Tipo 11           | 1925    | 12   | 46 × 55            | 1096          |               |                |               |             |
| Tipo 11           | 1925    | 12   | 55 × 55            | 1568          |               |                |               |             |

## LKW-Typen
Die Firma Itala baute neben den oben genannten PKW von 1910 bis 1920 die nachfolgenden LKW-Typen:
| Typ          | Bauzeit     | Zyl. | Bohrung × Hub | Hubraum | Leistung | Spurweite | Radstand  | Nutzlast |
|              |             |      | mm            | cm³     | PS       | mm        | mm        | Tonnen   |
| ------------ | ----------- | ---- | ------------- | ------- | -------- | --------- | --------- | -------- |
| 14/20 HP     | 1910–15     | 4    | 77 × 120      | 2235    | 20       | 1350      | 2870/3180 | 0,6      |
| 25/35 HP     | 1909–15     | 4    | 115 × 130     | 5401    | 35       | 1420      | 3565      | 2        |
| 35/45 HP     | 1910–15     | 4    | 130 × 140     | 7433    | 45       | 1810      | 3905      | 5        |
| Tipo V, VIII | ca. 1910–20 | 4    | 90 × 130      | 3308    | 30       | 1420      | 3165      | 1,5      |
| Tipo IX      | ca. 1910–20 | 4    | 90 × 130      | 3308    | 30       | 1360      | 2830/2980 | 1        |
| Tipo X       | 1916–19     | 4    | 130 × 140     | 7433    | 42       | .         | .         | 5        |
| Tipo XV      | ca. 1910–20 | 4    | 115 × 130     | 5401    | 35       | 1700      | 3695/4295 | 3,5      |
| Tipo 17      | 1917–20     | 4    | 77 × 120      | 2235    | 22       | 1240      | 2500      | 0,8      |